# Уникон (бронетранспортёр)
Юникорн (единорог) (англ. Unicorn APC) - это миннозащищённый БТР, созданный и используемый Вооружёнными силами Шри-Ланки.

## История создания
История создания этой машины начинается в 1983 году, когда тамильские террористы в ходе гражданской войны стали всё чаще применять против машин правительства в северных и восточных провинциях страны мины и самодельные взрывные устройства. Идеей создания машины устойчивой к таким вещам загорелся один пехотный майор - Джаянтха де Сильва. После ряда экспериментов он выяснил, что сила взрыва слабеет пропорционально расстоянию, и вычислил необходимую «безопасную» высоту. Он создал прототип на шасси гражданского грузовика с цельнометаллическим усиленным корпусом и высотой порядка двух метров от земли до крыши. Машина оказалась настолько удачной, что бывший тогда Министром безопасности Лалитх Атхулатхмудали озадачил все инженерно-строительные фирмы острова заказом на производство машин по проекту майора де Сильва. В дальнейшем руководством проекта занимался корпус Инженеров-электриков и механиков (SLEME) армии Шри-Ланки.
После того как террористы поняли, что их самоделки уже не так эффективны, как раньше, они прекратили применять их, и производство Униконов свернули. Когда 2 года спустя самодельные взрывные устройства снова наводнили дороги острова, для восполнения потребности вооружённых сил в подобных машинах пришлось импортировать партию южно-африканских Баффелов, хотя они и обеспечивали защиту только от наземных мин и были неэффективны против самоделок. Всё это подтолкнуло развитие этих машин, и в 1985 году появились две новые версии машины, созданные корпусом Инженеров-электриков и механиков (SLEME) армии Шри-Ланки и Главным инженерным крылом Военно-воздушных сил Шри-Ланки. Обе конструкции были основаны на конструкции Баффелов, импортированных из ЮАР в 1985 году.
Военно-воздушные силы производили небольшое количество БТРов собственной модификации для полка SLAF. SLEME разработали модификацию Уникон Марк I от 1987 года, которая также производится в большом количестве корпусом для армии Шри-Ланки, а также для других служб.
Отличительной чертой Уникона было то, что водитель и салон не были разделены перегородкой, как в Баффеле. По словам солдат, на поле боя это облегчает переговоры с водителем.

## Модификации
Существовали несколько моделей, которые были разработаны в результате постоянной модернизации на основе повышения требований. К ним относятся Униконы от Марк I до Марк VI. Производство продолжалось до 2000 года, в общей сложности 93 Уникона было произведено SLEME. Производство Уникон Марк VI было остановлено, когда SLEME начал производство более продвинутой машины Унибаффел.

## Операторы
- Шри-Ланка
  - Армия Шри-Ланки
  - Военно-морской флот Шри-Ланки
  - Военно-воздушные силы Шри-Ланки[1]